# 17 березня
17 березня — 76-й день року (77-й у високосні роки) в григоріанському календарі. До кінця року залишається 289 днів.

## Свята і пам'ятні дні

### Національні
- Ірландія: День святого Патрика (St. Patrick's Day)
- Таїланд: Національний День Муай-Тай

### Релігійні
Православ'я:
- Преподобного Олексія, людини Божої.
- Святителя Патрикія, просвітителя Ірландії.
- Мч. Марина.

## Іменини
✝  Католицькі: Патрикій
✙ Православні: Олексій, Патрикій

## Події
- 45 до н. е. — відбулася битва при Мунді між військами республіканців і Цезаря в Римській республіці.
- 1238 — війська монгольського хана Батия виступили в похід на Новгород.
- 1521 — Фернан Магеллан відкрив Філіппіни.
- 1597 — Вітебськ отримав власний герб.
- 1674 — Івана Самойловича було проголошено гетьманом «обох берегів Дніпра».
- 1804 — у Веймарі відбулася прем'єра драми Фрідріха Шиллера «Вільгельм Телль».
- 1830 — у Варшаві відбувся дебют Фредеріка Шопена.
- 1845 — англієць Стівен Перрі запатентував еластичний бинт.
- 1861 — об’єднання Італії. Цього дня проголошено Італійське Королівство з Віктором Емануїлом II як першим італійським королем (Рим і Венеція тоді ще не входили до складу нової держави).
- 1861 — у всіх церквах Російської імперії почали зачитувати селянам Маніфест «Про дарування кріпосним людям прав стану вільних сільських обивателів і про устрій їхнього побуту» (про скасування кріпацтва).
- 1899 — астроном Вільям Генрі Пікерінг відкрив новий супутник Сатурна - Феба.
- 1899 — опубліковано класичну неаполітанську пісню O Sole Mio!.
- 1917 — у Києві створили Українську Центральну Раду.
- 1917 — у Петербурзі українська делегація на чолі з О. Лотоцьким зустрілася з прем'єр-міністром Росії графом Львовим. Ухвалено меморандум (українські вимоги: запровадження української мови у державних установах України та звільнення полонених галичан і буковинців).
- 1920 — більшовики знищили Кубанську Народну Республіку.
- 1921 — у Польщі було прийнято першу з моменту проголошення незалежності Конституцію.
- 1922 — у Варшаві було підписано договір між Польщею, Латвією, Естонією та Фінляндією.
- 1930 — Американського мафіозі Аль Капоне випустили на свободу через те, що не змогли довести скоєні ним злочини.
- 1937 — у СРСР ухвалили закон, що позбавив селян свободи пересування.
- 1938 — уряд Польщі висунув Литві ультиматум щодо негайного встановлення дипломатичних відносин.
- 1939 — в Карпатах на Верецькому перевалі поляки розстріляли від 500 до 600 полонених січовиків, переданих їм угорцями.
- 1940 — у СРСР випробували перший танк Т-34, розроблений конструкторським бюро танкового відділу Харківського заводу № 183.
- 1941 — у Вашингтоні була урочисто відкрита Національна галерея мистецтва.
- 1943 — Трагедія села Ремель — один із найбільших воєнних злочинів на території України.
- 1945 — під проводом генерала Павла Шандрука утворено Український Національний Комітет, політико-громадський центр, що відстоював перед німецькою владою українські інтереси.
- 1948 — Бельгія, Велика Британія, Люксембург, Нідерланди та Франція підписали Брюсельський пакт — попередник Західно-Європейського Союзу (WEU).
- 1950 — у США оголошено про відкриття 98-го хімічного елемента — каліфорнію.
- 1951 — Українська Повстанська Армія (УПА) закликала США допомогти їй у боротьбі з СРСР.
- 1958 — США запустили супутник «Венгард-1» - перший супутник з живленням від сонячних батарей.
- 1959 — 14-й Далай-лама (Dainzin Gyaco) втік із Тибету до Індії (внаслідок придушення повстання тибетців китайськими завойовниками).
- 1960 — у Японії вперше у світі надійшли у продаж різнокольорові фломастери.
- 1966 — американська субмарина Олвін (Alvin) знайшла у Середземному морі (поблизу берегів Іспанії) зниклу американську водневу бомбу.
- 1966 — запустили перший супутник з космодрому Плесецьк (біля Архангельська).
- 1968 — у штаті Юта (США) за таємничих обставин загинуло кілька тисяч овець.
- 1972 — у Києві створили Інститут книги та друкарства.
- 1973 — було відкрито оновлений Лондонський міст.
- 1980 — англійський парламент проголосував за бойкот московської Олімпіади.
- 1991 — на референдумі в СРСР 77,85 % населення проголосувало за збереження Союзу.
- 1992 — утворено Повітряні сили Збройних сил України.
- 1992 — на референдумі в Південно-Африканській Республіці більшість людей проголосувало за закінчення політики апартеїду.
- 1995 — Верховна Рада України прийняла Закон України «Про Автономну Республіку Крим», що підтверджував відсутність посади «президента Криму».
- 1995 — вперше в ефір вийшов Мистецький канал Територія А на телеканалі ICTV.
- 1999 — з Міжнародного Олімпійського Комітету виключені 6 його членів, звинувачених у хабарництві при визначенні місць проведення Олімпіад.
- 1999 — розпочалося виробництво автомобіля ЗАЗ-1103 Славута.
- 2000 — в Уганді близько тисячі членів релігійної секти «Заповіді Божі» спалили себе у своїй церкві.
- 2011 — Рада Безпеки ООН прийняла Резолюцію 1973 щодо Громадянської війни в Лівії.
- 2014 — ЄС ввів перші санкції проти Росії у звʼязку з анексією Криму.
- 2016 — було створено регіон Сирійський Курдистан.
- 2023 — Міжнародний кримінальний суд видав ордер на арешт Володимира Путіна та Марії Львової-Бєлової.

## Народились
Дивись також Категорія:Народились 17 березня
- 1473 — Яків IV, король Шотландії
- 1628 — Франсуа Жирардон, французький скульптор («Аполлон і німфи» у Версалі).
- 1834 — Готтліб Даймлер, німецький інженер, конструктор і промисловець, творець першого мотоцикла та одного із перших авто.
- 1847 — Федір Вовк, український антрополог, археолог, етнограф.
- 1856 — Михайло Врубель, український і російський художник.
- 1857 — Олексій Бах, український біохімік, який розробив учення про ферменти, народоволець.
- 1871 — Олексій Чичибабін, російський і французький хімік-органік українського походження
- 1874 — Августин Волошин, український громадський діяч, священик, президент Карпатської України (1938–1939).
- 1876 — Вадим Щербаківський, український археолог, етнограф.
- 1881 — Вальтер Гесс, швейцарський фізіолог, дослідник мозку, Нобелівський лауреат (1949).
- 1891 — Матвій Манізер російський скульптор німецького походження, віцепрезидент Академії мистецтв СРСР (1947—66).
- 1896 — Надія Суворцова, українська громадська діячка, журналіст, автор мемуарів.
- 1897 — Олесь Бабій, український письменник та літературознавець, автор гімну ОУН «Зродились ми великої години».
- 1902 — Опанас Шевчукевич, український (буковинський) скульптор і лікар
- 1903 — Юрій Дольд-Михайлик, український радянський письменник.
- 1908 — Борис Полевой, російський радянський письменник («Повість про справжню людину»).
- 1926 — Зігфрід Ленц, німецький письменник
- 1945 — Патті Бойд, ексмодель, була одружена з Джорджем Гаррісоном й Еріком Клептоном.
- 1948 — Вільям Гібсон, канадський письменник
- 1951 — Курт Рассел, американський актор кіно, продюсер і сценарист.
- 1967 — Біллі Корган, лідер гурту «Smashing Pumpkins».
- 1972 — Меліса ауф Дер Мор, басистка «Hole» і (свого часу) «Smashing Pumpkins».

## Померли
Дивись також Категорія:Померли 17 березня
- 180 — Марк Аврелій, римський імператор з 161 року, філософ-стоїк.
- 461 — Святий Патрик, святий патрон і просвітитель Ірландії, видатний місіонер і чудотворець, який навернув ірландців до християнської віри
- 1425 — Асікаґа Йосікадзу, 5-й сьоґун сьоґунату Муроматі.
- 1664 — Іван Виговський, гетьман України, розстріляний поляками.
- 1680 — Франсуа де Ларошфуко, герцог, французький письменник-мораліст
- 1782 — Даніель Бернуллі, швейцарський математик.
- 1846 — Бессель Фрідріх Вільгельм, німецький астроном і геодезист.
- 1915 — Олександр Митрак, український (русинський) письменник, фольклорист і етнограф.
- 1926 — Юрій Дараган, український поет, представник «Празької школи».
- 1947 — Костянтина Малицька, українська письменниця, педагог, діячка культурно-освітніх товариств у Галичині, авторка тексту пісні «Чом, чом, чом, земле моя…»
- 1949 — Олександра Екстер, українська та французька малярка, сценограф, педагог
- 1956 — Жоліо-Кюрі Ірен, французький фізик, лауреат Нобелівської премії з хімії 1935 року (спільно з чоловіком Фредеріком Жоліо.
- 1976 — Іван Борковський, український археолог.
- 1976 — Лукіно Вісконті, італійський режисер театру та кіно.
- 1977 — Василь Земляк, український письменник і кіносценарист чеського походження, лауреат Шевченківської премії.
- 1995 — Санніленд Слім (справжнє ім'я Альберт Луендрю), американський блюзовий піаніст.
- 2013 — Оксана Хожай, українська співачка, заслужена артистка України.
- 2022 — Оксана Швець, заслужена артистка України (внаслідок влучання розбитої ракети).
- 2024 — Геннадій Москаль, український політик, колишній голова Закарпатської обласної державної адміністрації.